# Unión Huaral
Club Sport Unión Huaral jest peruwiańskim klubem z siedzibą w mieście Huaral leżącym w departamencie Lima.

## Osiągnięcia

### Krajowe
- Primera División

| zwycięstwo (2):     | 1976, 1989 |
| drugie miejsce (1): | 1974       |

## Historia
Klub założony został 20 września 1947 i gra obecnie w pierwszej lidze peruwiańskiej (Primera División Peruana). W roku 1952 oddano do użytku klubowy stadion Estadio Julio Lores Colán, mogący pomieścić 6000 widzów.

### Piłkarze w historii klubu
- Hernán Rengifo